# (33627) 1999 JS71
1999 JS71 (asteroide 33627) é um asteroide da cintura principal. Possui uma excentricidade de 0.24578470 e uma inclinação de 11.87625º.
Este asteroide foi descoberto no dia 12 de maio de 1999 por LINEAR em Socorro.